# پولیدئوکس (قمر)
پولیدئوکس (Polydeuces) یا زحل ۳۴ (Saturn XXXIV) نام قمر سیارهٔ زحل است که با قمر دیگر این سیاره یعنی دیونه هم مدار است. قطر آن ۲ تا ۳ کیلومتر تخمین زده می‌شود.